# 7400 Ленау
7400 Ленау (7400 Lenau) — астероїд головного поясу, відкритий 21 серпня 1987 року.
Тіссеранів параметр щодо Юпітера — 3,259.